# Benjamin Christensen
Benjamin Christensen (Viborg, 1879. szeptember 28. – Koppenhága, 1959. április 2.) dán filmrendező, forgatókönyvíró és színész.

## Magánélete
Háromszor kötött házasságot. Első felesége Ellen Arctander volt, akivel 1904-től élt együtt. Egy fiuk született: Theodor Christensen (1914–1967) dán filmrendező. 1922-től Sigrid Stahl volt a párja. 1927-től Karen Winther (1900–1989) színésznő lett a felesége.

## Filmrendezései
- A titokzatos X (1914) (forgatókönyvíró és színész is)
- A rejtelmes éjszaka (1916) (forgatókönyvíró és színész is)
- Boszorkányok (1922) (forgatókönyvíró és színész is)
- Szeretőm a feleségem (Seine Frau, die Unbekannte) (1923) (forgatókönyvíró is)
- A rosszhírű asszony (Die Frau mit dem schlechten Ruf) (1925)
- Az ördög cirkusza (The Devil's Circus) (1926) (forgatókönyvíró is)
- Sólyomfészek (The Hawk's Nest) (1928)
- A rémület háza (House of Horror) (1929)
- A válás gyermekei (Skilsmissens børn) (1939) (forgatókönyvíró is)
- Barnet (1940) (forgatókönyvíró is)